# Citroën-Panhard MEP
La Citroën-Panhard MEP è un'autovettura da competizione monoposto, prodotta dal 1964 al 1975, che ha gareggiato nel campionato francese Formule Bleue, dal 1969 al 1975.

## Il contesto
Maurice-Emile Pezous, concessionario Citroën di Albi con un breve passato sportivo nei settori dell'automobilismo e dell'aviazione, nel 1963 decise di realizzare una piccola ed economica monoposto da competizione, utilizzando il più possibile materiale prodotto in serie, da offrire a giovani aspiranti piloti con limitate risorse finanziarie.
All'epoca le serie automobilistiche "d'accesso", in Francia, erano rappresentate dalla Formula 3 e dalla Coupe Gordini, entrambe abbastanza costose e difficilmente praticabili senza uno sponsor.
Nell'ideare la sua monoposto, Pezous si ispirò alla spartanità realizzativa dell'inglese Cooper 500 che, mossa da un propulsore bicilindrico Triumph di origine motociclistica, fondava le sue doti agonistiche sull'estrema leggerezza.

## La MEP X1
Nel 1964, dopo un lungo lavoro artigianale eseguito nell'officina della concessionaria, il prototipo della monoposto venne ultimato e denominato MEP X1. La sigla MEP rappresenta in acronimo il nome dell'ideatore.
Si trattava di una monoposto molto piccola le leggera, dotata di un rigido telaio a traliccio e del gruppo motore-cambio della Citroën Ami 6 che, grazie alla sua configurazione boxer, rendeva possibile un'altezza della vettura molto contenuta.
Per saggiarne le doti su pista, Pezous chiamò l'amico Pétoulet che, pur notando l'equilibrio di stabilità e maneggevolezza del telaio, bocciò l'insieme del veicolo a causa della scarsa potenza del motore. I 26 CV erogati dal piccolo boxer da 602 cm³, infatti, consentivano a malapena una velocità massima di circa 140 km/h, insufficiente per le gare in circuito.

## La MEP X2
Pezous non si diede per vinto e continuò l'evoluzione tecnica della MEP. Nel 1965, quando la produzione di veicoli civili della Panhard passò sotto il controllo della Citroën, sostituì il propulsore della "Ami 6" con il raffinato e potente boxer della "CT 24", mantenendo il cambio della "Ami 6". Altre modifiche furono apportate, come l'irrigidimento del telaio, i dischi dei freni posteriori posti ai lati del cambio e una leggera carrozzeria a cuneo in poliestere.
Nuovamente chiamato a provare la vettura su pista, questa volta Maurice Trintignant fu entusiasta del risultato, tanto da voler utilizzare la monoposto come auto apripista alla 24 ore di Le Mans del 1966. L'evento diede alla MEP X2 una grande visibilità internazionale, suscitando l'interesse della BP e della Citroën che autorizzò la costruzione del primo lotto di 30 esemplari, fornendo a Pezous la necessaria assistemnza tecnica e trenta motori "Panhard Tigre" da 851 cm³ con la potenza di 60 CV.
Le trenta monoposto furono presentate ufficialmente a Parigi dalla Citroën e dalla BP, il 15 marzo 1967. Dieci monoposto furono destinate al ricambio, mentre le altre venti furono messe a disposizione dell'ACF che, su pressione delle due multinazionali, non tardò ad istituire una serie apposita, denominata Formule bleue, una sorta di campionato monomarca ante litteram.

## La MEP X27
Alla fine del 1967 la Citroën decise la chiusura della produzione automobilistica Panhard rendendo così problematica e incerta, negli anni successivi, la fornitura di ricambi per i motori "Tigre". Nel 1970 la messa in produzione del modello "GS", dotato di motore progettato dalla Panhard, risolse ogni problema. Il vecchio motore "Tigre" venne sostituito con il quadricilindrico boxer della "GS" da 1015 cm³ con 78 CV, dotato di due carburatori a doppio corpo, unitamente al gruppo cambio-trasmissione.
La sostituzione del propulsore e delle annesse parti meccaniche comportò un leggero aumento del passo e, di concerto, venne adottato un nuovo sterzo a cremagliera derivato da quello della "Ami 8". La MEP X27, in questa versione sponsorizzata dalla Total, fu impiegata a partire dalla stagione sportiva 1971 e rimase in servizio fino al 1975, ultimo anno di svolgimento della Formule bleue.